# فرمان (مجموعه تلویزیونی)
فرمان مجموعهٔ تلویزیونی‌ به کارگردانی مسعود رشیدی محصول سال ۱۳۸۱ شبکهٔ ۲ که از فروردین ۱۳۸۲ به روی آنتن رفت.
این مجموعه تلویزیونی، روایت طنزگونه ای از زندگی خانوادگی مردی به نام فرمان (اسماعیل محرابی) است که ثبات فکری و شخصیتی چندانی ندارد. او که راننده تاکسی است، با همسرش مهری، ( اکرم محمدی) و فرزندانش روزگار می گذراند. زندگی او با اوج گرفتن دخالت های مادرش، ملوک خانم (فخری خوروش) که خود را منتسب به دربار قاجار می داند و خواهرش مینا (کمند امیرسلیمانی) از یک سو و برادرهای قلدر همسرش از سوی دیگر وارد مرحله ای جدید می شود و به دنبال آن ، اتفاقات گوناگونی  و جالب می افتد.

## بازیگران
| بازیگر            | نقش                     | توضیحات نقش                                              |
| ----------------- | ----------------------- | -------------------------------------------------------- |
| فخری خوروش        | ملوک خانم (ملوک‌السلطنه) | قاجاری، مادر فرمان و مینا، خواهر مظفرالدوله، عاشق منصوری |
| فتحعلی اویسی      | دایی مظفر (مظفرالدوله)  | برادر ملوک‌السلطنه، دایی فرمان و مینا                     |
| اسماعیل محرابی    | فرمان                   | پسر ملوک‌السلطنه، شوهر مهری و سرور                        |
| فریماه فرجامی     | پریچهر                  | ندیمه ملوک‌السلطنه، زن پنهانی مظفرالدوله                  |
| سیاوش طهمورث      | جلال جلالی              | دوست مظفرالدوله، همسر منیره و پدر سرور                   |
| اکرم محمدی        | مهری                    | زن فرمان، خواهر عزت، رحیم، قدرت و محبوبه                 |
| کمند امیرسلیمانی  | مینا                    | دختر ملوک‌السلطنه، خواهر فرمان و زن احمد                  |
| حسین پناهی        | برزو                    | شوهر محبوبه                                              |
| بیوک میرزایی      | عزت                     | برادر بزرگتر مهری، شوهر طاهره                            |
| کیهان ملکی        | احمد صفوری              | معلم، شوهر مینا                                          |
| مهناز انصاریان    | منیره ابتایی            | زن جلال و مادر سرور                                      |
| سعید امیرسلیمانی  | آقای منصوری             | خواستگار ملوک‌السلطنه                                     |
| بهنوش بختیاری     | سرور جلالی              | دختر جلال و منیره، زن دوم فرمان، عاشق سعید               |
| رابعه اسکویی      | محبوبه                  | خواهر مهری، زن برزو                                      |
| پرویز صبری        | آقای ابتایی             | پدر سعید، دایی سرور                                      |
| شراره دولت‌آبادی   | طاهره                   | زن عزت                                                   |
| سیامک قدکچیان     | سعید ابتایی             | پسردایی و عاشق سرور                                      |
| فرحناز منافی ظاهر | سهیلا                   | مادر سعید، زن‌دایی سرور                                   |
| شیرین کاظمی       | گلی                     | زن رحیم                                                  |
| پیام صابری        | رحیم                    | برادر وسطی مهری، شوهر گلی                                |
| امیرکیوان چایچی   | قدرت                    | برادر کوچکتر مهری                                        |
| فریده دریامج      | میمنت منصوری            | خواهر منصوری                                             |

بازیگران خردسال
| بازیگر      | نقش   | توضیحات نقش       |
| ----------- | ----- | ----------------- |
| هانیه مرادی | هانیه | دختر فرمان و مهری |
| امیر عباسی  | محسن  | پسر عزت و طاهره   |

## عوامل تولید
- کارگردان: مسعود رشیدی
- تهیه کننده: امید نجیب زاده
- نویسنده فیلمنامه: حسن انصاریان (براساس طرحی از: رضا قهرمانی، حسن انصاریان)
- مشاور تهیه و مدیر تولید: محمدعلی اسلامی
- مدیر تصویربرداری:علی محمدزاده
- تصویربردار: امیر معقولی
- تدوین: حسن آقایی
- آهنگساز: آندره آرزومانیان
- صدابردار: فریدون برهانی
- طراح صحنه: مهران یوسف زاده
- طراح لباس: مهناز کریمی
- طراح گریم: بابک شعاعی
- برنامه ریز: هما اسدی
- دستیار اول کارگردان: مسعود عسگری
- منشی صحنه: کتایون ارسنجانی

محصول گروه فیلم و سریال شبکه دو سیما / بهمن و اسفند ماه ۱۳۸۱

## بن‌مایه
1. ↑  ««آقا فرمان» در تعطیلات نوروز به خانه‌ها می‌آید». جام‌جم آن‌لاین. ۱۳۸۱/۱۱/۲۹. بایگانی‌شده از اصلی در ۲۵ دسامبر ۲۰۱۴. دریافت‌شده در ۱۳۹۴/۰۶/۱۱. تاریخ وارد شده در |تاریخ بازبینی=،|تاریخ= را بررسی کنید (کمک)
2. ↑  «فرمان». تارنگار مجموعه‌های تلویزیونی ایرانی.